# 캔버라 유나이티드 FC
캔버라 유나이티드 FC(영어: Canberra United FC)는 오스트레일리아의 수도 캔버라를 연고로 하는 여자 축구 클럽이다. 2008년에 설립되었으며, 현재 오스트레일리아 여자 축구 리그인 W리그에 참가하고 있다.

## 성적
- W리그 2회 우승 (2011-12, 2014-15), 1회 준우승 (2008-09), 프리미어 3회 우승 (2011-12, 2013-14, 2016-17)

## 같이 보기
- 오스트레일리아 여자 축구 국가대표팀